# 國王與我 (1956年電影)
《國王與我》（英語：The King and I）是一套1956年的美國歌舞片，由二十世紀福斯出版，華特·朗執導，狄波拉·嘉及尤·伯連納等主演。電影以理察·羅傑斯及奧斯卡·漢默斯坦二世的同名音樂劇為藍本（音樂劇則改編自瑪格麗特·蘭登的傳記《安娜與暹邏王》，而此書就根據安娜·李奧諾文斯的自傳《安娜與國王：曼谷皇宮六年回憶錄》而寫），描述安娜被邀到暹邏曼谷王朝國王拉玛四世的王室教導其子女的同時，她和拉玛四世的互動。
此片大受歡迎，提名9個奧斯卡金像獎，更獲5個。

## 禁止播映
因此電影涉嫌對泰國皇室不敬，泰國當局至今仍然禁止上畫和播映。連取景拍攝和盜版影碟都一律禁止。

## 演員表
- 狄波拉·嘉 - 安娜·李奧諾文斯
- 尤·伯連納 - 拉玛四世
- 麗塔·莫瑞諾 -  Tuptim
- Terry Saunders - Lady Thiang
- Martin Benson - Kralahome
- Rex Thompson  - Louis Leonowens
- Patrick Adiarte - 朱拉隆功
- Alan Mowbray - Sir John Hay
- Geoffrey Toone - Sir Edward Ramsay
- Carlos Rivas - Lun Tha
- 但茱迪 - 妃子（未掛名）

## 提名及獲獎

### 奧斯卡金像獎
電影在第29届奥斯卡金像奖中，獲提名9個奧斯卡獎項，贏得5個。

#### 獲獎
- 最佳男主角奖 – 尤·伯連納
- 最佳艺术指导奖 – John DeCuir, Lyle R. Wheeler, Walter M. Scott, Paul S. Fox
- 最佳服装设计奖 – Irene Sharaff
- 最佳原创音乐奖 – Alfred Newman and Ken Darby
- 最佳混音獎 – Carlton W. Faulkner; 20th Century Fox Sound Department

#### 提名
- 最佳影片奖 – Charles Brackett
- 最佳女主角奖 – 狄波拉·嘉
- 最佳导演奖 – 華特·朗
- 最佳攝影獎 – Leon Shamroy

### 金球獎

#### 獲獎
- 金球獎最佳音樂及喜劇電影
- 金球獎最佳音樂及喜劇類電影女主角 – 狄波拉·嘉

#### 提名
- 最佳促進國際理解電影獎（Best Film Promoting International Understanding）
- 最佳男主角獎：喜劇和音樂類（Best Motion Picture Actor – Comedy/Musical ）– 尤·伯連納

## 外部連結
- 美国电影学会目录上的《The King and I》（英文）
- 互联网电影数据库（IMDb）上《The King and I》的资料（英文）
- 爛番茄上《國王與我》的資料（英文）
- AllMovie上《The King and I》的资料（英文）
- TCM电影资料库上《The King and I》的资料（英文）